# Cá leo thác Nopoli
Sicyopterus stimpsoni là một loài cá thuộc họ Gobiidae. Nó là loài đặc hữu của Hawaii in Hoa Kỳ.

## Hình ảnh

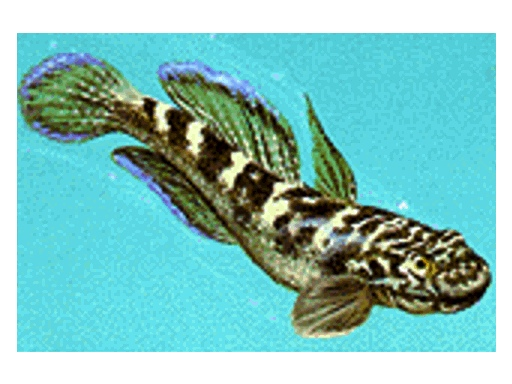
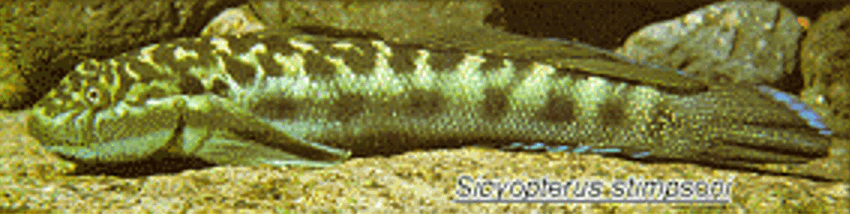